# Hala Wardé
Hala Wardé, née le 1er décembre 1965 à Beyrouth (Liban), est une architecte franco-libanaise. Elle dirige le cabinet HW Architecture qu’elle a créé en 2008 à Paris.

## Biographie

### Enfance et études
Hala Wardé est née à Beyrouth au Liban en 1965. À 20 ans, elle quitte son pays pour fuir la guerre et poursuivre ses études.
Elle entre à l’École spéciale d'architecture (ESA) de Paris en 1986. Elle y suit les enseignements de Paul Virilio, philosophe urbaniste, qui deviendra son mentor. Pour elle, « l'atelier Virilio de l'École spéciale d'architecture était un lieu d'éveil des consciences et de révélations. Au sens profondément mystique. On venait y écouter Paul avec passion, une expérience à la fois spirituelle et pédagogique. […] Une vision du monde unique et totalement nouvelle. »
Elle fréquente également les ateliers de Bernard Tschumi, Richard Peduzzi et enfin Jean Nouvel avec qui elle collaborera par la suite.

### Carrière

#### Débuts en architecture
Durant sa quatrième année d’études, Jean Nouvel qui considère Hala Wardé comme sa « meilleure élève, la plus vive et volontaire » l'invite à rejoindre son cabinet. Elle s’engage en 1989, dès son diplôme en poche, auprès de l’architecte de l’Institut du monde arabe.
Leur collaboration se renforce jusqu’à ce qu’Hala Wardé devienne partenaire de l’étude en 1999. Elle se retrouve alors impliquée dans des projets majeurs en Europe, en Asie, au Moyen-Orient et aux États-Unis.
En 2003 Jean Nouvel lui confie la réalisation d’un nouveau complexe de commerces et de bureaux, le One New Change, derrière la Cathédrale Saint-Paul, à Londres.

#### Le Louvre Abu Dhabi et la création de son étude
En 2008, Hala Wardé fonde sa propre agence, HW Architecture, à Paris. Jean Nouvel vient d’être choisi pour réaliser le Louvre Abu Dhabi et les structures définissent un partenariat privilégié pour collaborer. Elle dirige ainsi le projet de sa conception à la livraison en 2017.
Les deux architectes travaillent main dans la main : « Jean est le concepteur, c’est lui qui arrive avec l’idée, avec des éléments précis, définitifs. Ses premiers mots sont les plus importants, c’est ce qui me guide jusqu’au bout, jusqu’au chantier. » Sa double-culture occidentale et orientale et sa faculté à s’exprimer en anglais, en arabe et en français permettent de fluidifier les échanges avec les dirigeants de l’émirat.
Avec HW Architecture, Hala Wardé développe des projets indépendants, des résidences privées, des commerces. Elle assure l’installation des maisons et de l’école de Villejuif de Jean Prouvé pour la galerie Patrick Seguin dans le cadre de la Fiac.
En 2019, elle réalise la scénographie de l’exposition d’art contemporain Visible / Invisible au domaine du Trianon du Château de Versailles, avec les photographes Dove Allouche, Nan Goldin, Martin Parr, Eric Poitevin et Viviane Sassen,.
En 2019, elle remporte aux côtés de Jean Nouvel le concours de ‘Sharaan resort’ à proximité du site historique d’Al Ula en Arabie Saoudite.

#### La déconvenue du BeMA
En 2016, son talent est à nouveau reconnu lorsqu’un jury international présidé par Lord Peter Palumbo, président du Prix Pritzker, et composé de personnalités éminentes de l’art et de l’architecture, lui décerne le premier prix d'un concours visant à offrir à la capitale libanaise un nouveau musée d’art moderne et contemporain : le BeMa, Musée d’art moderne et contemporain de Beyrouth. C’est le premier projet majeur porté par l’étude, indépendamment de celle de Jean Nouvel. Ses plans prévoient un campanile de 120 mètres de haut, pensé comme un phare culturel qui rayonnera sur la ville. Ils comprennent également un jardin public, une promenade aménagée, une bibliothèque et un amphithéâtre.
Mais le 11 septembre 2018, l’architecte est mise à l’écart. L’information reste secrète jusqu’à ce qu’Etel Adnan publie une lettre ouverte dans L'Orient-Le Jour. L’artiste et poète libanaise chargée de réaliser quatre œuvres monumentales travaille en étroite collaboration avec Hala Wardé. Cette dernière s'est exprimée sur le sujet dans une tribune intitulée « Le dernier trait ». Elle y exprime sa consternation devant le choix de l'institution de choisir une « icône montante de l'architecture internationale, pour ensuite la balayer des années plus tard ».

#### La tour Mirabeau
En septembre 2018, Hala Wardé a été choisie pour réaliser la tour Mirabeau à Marseille. Commanditée par la CMA CGM et Bouygues, la tour de 85 m constituera un nouvel élément de la zone Euroméditerranée, situé à la place du siège historique de l’armateur, entre celle de Zaha Hadid (nouveau siège de la compagnie) et La Marseillaise de Jean Nouvel.
Pour l’architecte, « Ce bâtiment singulier est un assemblage de volumes simples, variations de blancs et d’argent en écho avec l’écume de la mer et ses reflets changeants. Il est couronné par un volume exceptionnel orienté vers les horizons marins. » Elle devrait être inaugurée en 2023.

#### 17eexposition internationale d'architecture - La Biennale di Venezia
La participation libanaise à la Biennale d’architecture de Venise 2020/2021 a été initiée, pour la première fois dans son histoire, sur la base d’un concours public organisé conjointement par le ministère de la Culture et la Fédération des ingénieurs et architectes libanais. Une trentaine de projets a ainsi été soumise, suivant des règles et procédures précises, à un jury composé d’architectes et de représentants institutionnels[réf. nécessaire].
Le 16 octobre 2019, le projet A Roof for Silence conçu par l’architecte Hala Wardé et fruit d’une collaboration avec la poète et artiste Etel Adnan, a été désigné lauréat. Hala Wardé est alors officiellement nommée curatrice du Pavillon libanais. le projet aborde le vivre-ensemble à travers un questionnement autour des espaces de silence, grâce à la participation d'artistes et intervenants libanais et internationaux dont Fouad Elkoury, Paul Virilio, Alain Fleischer et Soundwalk Collective.

### Distinctions
- Chevalier de l'ordre national du Mérite (2019[22])
- Chevalier de l'ordre national du Cèdre (2020)

### Notoriété
En 2017, le magazine Vanity Fair la place en 21e position dans son classement des 50 Français les plus influents du monde.
En 2019, le magazine Forbes la classe parmi les 40 femmes françaises « qui incarnent l’excellence, l’avenir et la passion d’entreprendre ».
Hala Wardé est membre du jury des Arab Architects Awards 2018.

## Réalisations

### Avec HW Architecture

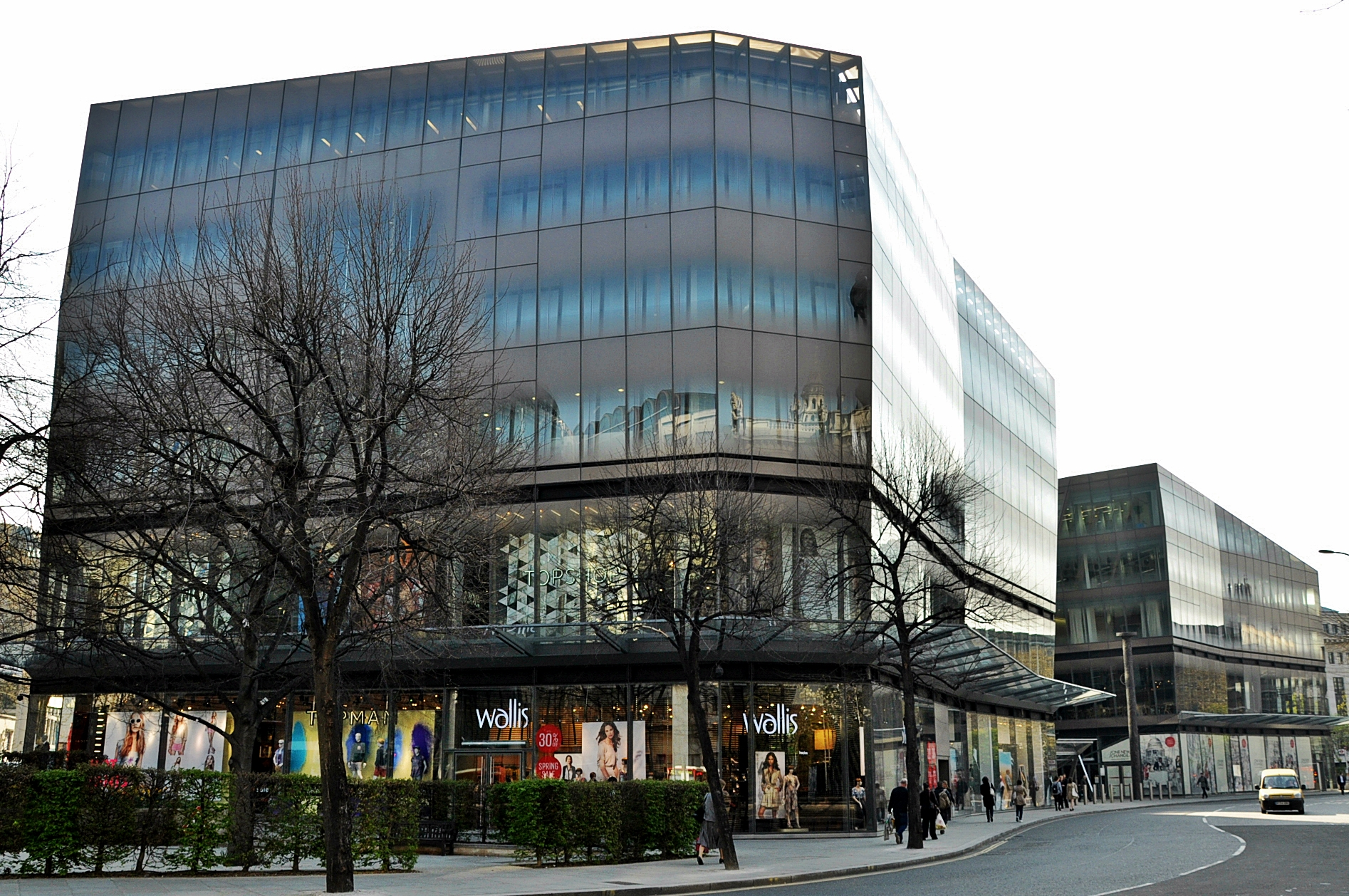
One New Change, ensemble de bureaux et commerces à Londres

- 2019 : Visible / invisible, intervention architecturale et scénographique pour une exposition d’art contemporain au domaine du Trianon de Versailles[26]
- 2019 : - en cours : Tour Mirabeau, Marseille [27]
- 2020 : - en cours : A Roof for Silence, Pavillon libanais - La Biennale di Venezia [28]

### Avec Ateliers Jean Nouvel
- 2010 : One New Change, grand ensemble de bureaux et commerces à Londres (avec Jean Nouvel)
- 2013 : Galerie Gagosian au Bourget (avec Jean Nouvel)
- 2013 : Galerie Patrick Seguin à Paris (avec Jean Nouvel)
- 2017 : Musée du Louvre Abu Dhabi

## Conférences
Hala Wardé est régulièrement invitée à participer à des conférences pour parler de son travail et de son expérience.
- Le musée du Louvre Abu Dhabi : du contexte au projet, le 15 mai 2015 à l’Académie libanaise des beaux-arts de l’université de Balamand
- Musées au Moyen-Orient, d'Abou Dabi à Beyrouth, le 19 juin 2017 au Collège de France[29]
- Le chandelier du restaurant Louvre Abu Dhabi : quand la lumière habille l’espace, le 23 janvier 2018 aux Gobelins, avec Frédéric Imbert
- Le Louvre Abu Dhabi : traitement des éléments, utilisation des codes, exploitation d’une géographie singulière, 12 avril 2018 à l’ENSA Paris-Val de Seine[30]
- D’un musée à l’autre, les éléments d’un contexte singulier, le 19 novembre 2018 à l’Institut français du Liban à Beyrouth[31]
- Le musée du Louvre Abu Dhabi, le 23 novembre 2018 à l’ambassade de France à Berlin[32]